# Natação nos Jogos Europeus de 2015 - Revezamento 4x200 m livre masculino
A competição do revezamento 4x200 metros livre masculino foi um dos eventos da natação nos Jogos Europeus de 2015, em Baku, no Azerbaijão. Foi disputada no Centro Aquático de Baku no dia 25 de junho.

## Calendário
Horário de verão do Azerbaijão (UTC+5).
| Data        | Horário | Fase         |
| ----------- | ------- | ------------ |
| 25 de junho | 10:36   | Eliminatória |
| 25 de junho | 19:54   | Final        |

## Medalhistas
|  | RUS Rússia                                                                                        |  | GBR Grã-Bretanha                                       |  | GER Alemanha                                                                                       |
|  | Aleksandr Prokofev Nikolay Snegirev Ernest Maksumov Elisei Stepanov Igor Shadrin* Daniil Antipov* |  | Duncan Scott Martyn Walton Kyle Chisholm Cameron Kurle |  | Paul Hentschel Henning Mühlleitner Konstantin Walter Moritz Brandt Alexander Lohmar* Thore Bermel* |

*Atletas que competiram apenas nas eliminatórias e receberam medalhas

## Recordes
Antes desta competição, os recordes mundiais e dos jogos europeus dessa prova eram os seguintes:
| Tipo                       | Atleta           | Tempo   | Local | Data                |
| -------------------------- | ---------------- | ------- | ----- | ------------------- |
|                            | Estados Unidos   | 6m58s55 | Roma  | 31 de julho de 2009 |
| Recorde dos Jogos Europeus | Não estabelecido | –       |       |                     |

Os seguintes recordes mundiais ou dos jogos europeus foram estabelecidos durante esta competição:
| Data        | Evento | Nacionalidade | Tempo   | Notas                      |
| ----------- | ------ | ------------- | ------- | -------------------------- |
| 25 de junho | Final  | Rússia        | 7:16.08 | Recorde dos Jogos Europeus |

## Resultados

### Eliminatórias
A eliminatória foi realizada no dia 23 de junho. 
| Pos. | Bateria | Raia | Nacionalidade    | Nadadores | Tempo   | Notas |
| ---- | ------- | ---- | ---------------- | --- | ------- | ----- |
| 1    | 2       | 2    | RUS Rússia       | Igor Shadrin (1:53.26) Ernest Maksumov (1:50.64) Nikolay Snegirev (1:48.87) Daniil Antipov (1:52.70)               | 7:25.47 | Q,    |
| 2    | 1       | 4    | GBR Grã-Bretanha | Duncan Scott (1:52.45) Martyn Walton (1:51.81) Kyle Chisholm (1:50.90) Cameron Kurle (1:50.75)                     | 7:25.91 | Q     |
| 3    | 2       | 4    | ESP Espanha      | Guillem Pujol (1:50.97) Marc Vivas (1:51.14) Ricardo Rosales (1:51.94) Marcos Rodríguez (1:52.13)                  | 7:26.18 | Q     |
| 4    | 1       | 5    | SWE Suécia       | Gustaf Dahlman (1:53.51) Daniel Forndal (1:52.69) Filip Grimberg (1:50.56) Victor Johansson (1:51.39)              | 7:28.15 | Q     |
| 5    | 1       | 2    | ITA Itália       | Alessio Proietti Colonna (1:52.54) Filippo Megli (1:50.58) Sauro Bertolaccini (1:52.65) Matteo Cinquino (1:52.60)  | 7:28.37 | Q     |
| 6    | 1       | 1    | BEL Bélgica      | Thomas Thijs (1:52.08) Valentin Borisavljevic (1:51.73) Alexis Borisavljevic (1:52.32) Alexander Trap (1:53.78)    | 7:29.91 | Q     |
| 7    | 1       | 6    | GER Alemanha     | Alexander Lohmar (1:53.30) Thore Bermel (1:54.54) Konstantin Walter (1:51.32) Moritz Brandt (1:50.93)              | 7:30.09 | Q     |
| 8    | 2       | 5    | TUR Turquia      | Erge Gezmis (1:51.20) Batuhan Hakan (1:53.92) Samet Alkan (1:57.76) Kaan Özcan (1:52.25)                           | 7:35.13 | Q     |
| 9    | 1       | 7    | POL Polônia      | Karol Zbutowicz (1:54.21) Juliusz Gosieniecki (1:54.95) Adam Staniszewski (1:54.27) Mateusz Arndt (1:51.96)        | 7:35.39 |       |
| 10   | 1       | 3    | SUI Suíça        | Cla Remund (1:54.49) Andrea Mozzini Vellen (1:52.99) Manuel Leuthard (1:55.91) Olivier Petignat (1:57.45)          | 7:40.84 |       |
| 11   | 2       | 1    | UKR Ucrânia      | Kyrylo Garaschenko (1:52.37) Vladyslav Perepelytsia (1:58.76) Illia Pidvalnyi (1:57.97) Viacheslav Ohnov (1:55.57) | 7:44.67 |       |
| 12   | 2       | 7    | AUT Áustria      | Filip Milcevic (1:55.18) Robin Grünberger (1:54.50) Lukas Ambros (1:59.07) Sebastian Steffan (1:59.67)             | 7:48.42 |       |
| 13   | 2       | 3    | ROU Romênia      | Robert Glință (1:58.32) Bogdan Petre (1:59.83) Gabriel Sonoc (1:59.46) Bogdan Scarlat (1:59.76)                    | 7:57.37 |       |
| 14   | 2       | 6    | NOR Noruega      | Erik Årsland Gidskehaug (1:53.41) Sigurd Holten Bøen Eivind Bjelland Ole-Mikal Fløgstad                            | DSQ     |       |

### Final
A final foi realizada no dia 25 de junho.
| Pos.              | Raia | Nacionalidade    | Nadadores | Tempo   | Notas                      |
| ----------------- | ---- | ---------------- | --- | ------- | -------------------------- |
| Medalha de ouro   | 4    | RUS Rússia       | Aleksandr Prokofev (1:50.29) Nikolay Snegirev (1:48.89) Ernest Maksumov (1:48.96) Elisei Stepanov (1:47.94)       | 7:16.08 | Recorde dos Jogos Europeus |
| Medalha de prata  | 5    | GBR Grã-Bretanha | Duncan Scott (1:49.89) Martyn Walton (1:50.42) Kyle Chisholm (1:50.02) Cameron Kurle (1:49.03)                    | 7:19.36 |                            |
| Medalha de bronze | 1    | GER Alemanha     | Paul Hentschel (1:49.78) Henning Mühlleitner (1:50.77) Konstantin Walter (1:50.39) Moritz Brandt (1:49.83)        | 7:20.77 |                            |
| 4                 | 3    | ESP Espanha      | Guillem Pujol (1:51.60) Marc Vivas (1:49.55) Joan Casanovas (1:50.65) Marcos Rodríguez (1:51.26)                  | 7:23.06 |                            |
| 5                 | 2    | ITA Itália       | Filippo Megli (1:51.14) Alessio Proietti Colonna (1:51.92) Matteo Cinquino (1:50.46) Alessandro Miressi (1:51.82) | 7:25.34 |                            |
| 6                 | 7    | BEL Bélgica      | Thomas Thijs (1:51.57) Valentin Borisavljevic (1:51.39) Alexis Borisavljevic (1:51.84) Alexander Trap (1:52.15)   | 7:26.95 |                            |
| 7                 | 6    | SWE Suécia       | Filip Grimberg (1:52.13) Gustaf Dahlman (1:53.66) Daniel Forndal (1:51.44) Victor Johansson (1:50.89)             | 7:28.12 |                            |
| 8                 | 8    | TUR Turquia      | Erge Gezmis (1:51.42) Kaan Özcan (1:51.78) Samet Alkan (1:54.18) Batuhan Hakan (1:54.17)                          | 7:31.55 |                            |

Legenda
| Recorde mundial            | Recorde mundial (World record)                     |                       | Recorde africano                      | Recorde africano (African) |                                           | Q | Classificado por posição (Qualified) |
| Recorde dos Jogos Europeus | Recorde dos Jogos Europeus (European Games record) | Recorde da América    | Recorde da América (Americas)         | q                          | Classificado por melhor tempo (Qualified) |   |                                      |
| Melhor marca do ano        | Melhor marca do ano (World leading)                | Recorde asiático      | Recorde asiático (Asian)              | DNS                        | Não largou (Did not start)                |   |                                      |
| Recorde nacional           | Recorde nacional (National record)                 | Recorde europeu       | Recorde europeu (European)            | DNF                        | Não terminou (Did not finish)             |   |                                      |
| Recorde pessoal            | Recorde pessoal do atleta (Personal best)          | Recorde da Oceania    | Recorde da Oceania (Oceania)          | DSQ / DQ                   | Desclassificado (Disqualified)            |   |                                      |
| Recorde da temporada       | Recorde da temporada do atleta (Season best)       | Recorde sul-americano | Recorde sul-americano (South America) | NM                         | Sem marca (No mark)                       |   |                                      |